# You Were Meant for Me
«You Were Meant for Me»  es una canción de folk pop de la cantautora estadounidense Jewel, perteneciente a su álbum debut Pieces of you. Es el segundo sencillo de Pieces of you. La canción se posicionó dentro de las diez primeras posiciones en las principales listas de Australia, Canadá y Estados Unidos. 
La canción llegó al número 1 en la lista "Pop Songs" de Billboard.  convirtiéndose así en la segunda canción de Jewel en entrar en dicha lista. Además llegó al #3 en Australia y al #32 en Reino Unido, Siendo la mejor posición de Jewel en ambos países. 
La canción fue nominado a tres MTV Video Music Awards llevándose uno.
"You Were Meant for Me" clasificó en la posición #15 de Billboard's All Time Top 100 en 2008. Y en la posición #17 en la edición de 2013.

## Vídeo musical
El vídeo musical fue dirigido por Lawrence Carroll. El vídeo ganó el premio al Mejor video Femenino en los MTV Video Music Awards de 1997.

## Lista de canciones
- (US Promo )

1. «You Were Meant For Me» (Juan Patino Mix)
2. «Cold Song»
3. «Rocker Girl»
4. «Emily»

Lanzado originalmente en 1995
- US Promo (reedición)

1. «You Were Meant For Me» (edición del álbum)

- "US Promo Maxi

1. «You Were Meant For Me» (álbum edición)
2. «You Were Meant For Me» (álbum versión)
3. «You Were Meant For Me» (versión acústica)

- US CD Single

1. «You Were Meant For Me» (álbum edición)
2. «Foolish Games» (álbum versión)

- European CD Single

1. «You Were Meant For Me» (álbum edición)
2. «Cold Song»
3. «Rocker Girl»

## Posicionamiento en listas
| Australia      | ARIA Singles Chart     | 3  |
| Nueva Zelanda  | RIANZ                  | 22 |
| Escocia        | Scotland Singles Chart | 30 |
| Países Bajos   | Recorded Music NZ      | 69 |
| Polonia        | Poland Singles Chart   | 29 |
| Reino Unido    | UK Singles Chart       | 32 |
| Estados Unidos | Billboard Hot 100      | 2  |
| Estados Unidos | Adult Contemporary     | 1  |
| Estados Unidos | Pop Songs              | 1  |
| Estados Unidos | Adult Top 40           | 1  |
| Estados Unidos | Alternative Songs'     | 26 |

| País (Lista 1997)                | Posición |
| -------------------------------- | -------- |
| Estados Unidos Billboard Hot 100 | 2        |
|                                  |          |
| País (Lista 1998)                | Posición |
| Estados Unidos Billboard Hot 100 | 87       |

## Premios y nominaciones
| Año  | Ceremonia              | Categoría                    | Resultado |
| ---- | ---------------------- | ---------------------------- | --------- |
| 1996 | MTV Video Music Awards | Mejor Vídeo Femenino         | Ganadora  |
| 1996 | MTV Video Music Awards | Mejor Vídeo del Año          | Nominada  |
| 1996 | Grammy Awards          | Elección de los Televidentes | Nominada  |